# Cultura badariana

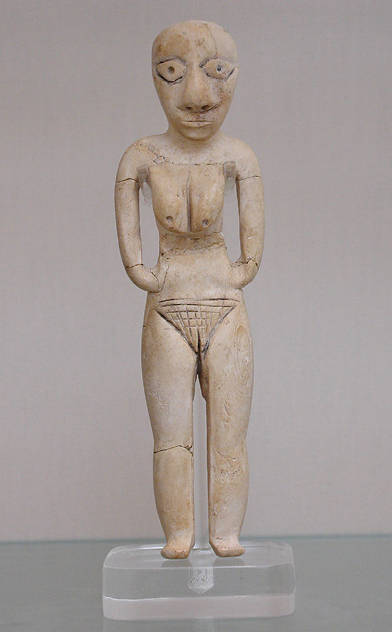
Figura femenina (c. 4000 aC). Ivori d'hipopòtam (Museu Britànic)

La cultura badariana és el nom assignat a la cultura de l'Alt Egipte desenvolupada vers el 4400 aC, nom que rep de la vila de Badari, on se'n van fer les primeres troballes; es caracteritza per enterraments simples i ús de pots bastant ben fets; són vermells i de broc negre. Després del 4000 aC, donarà pas al període conegut com a Naqada I.

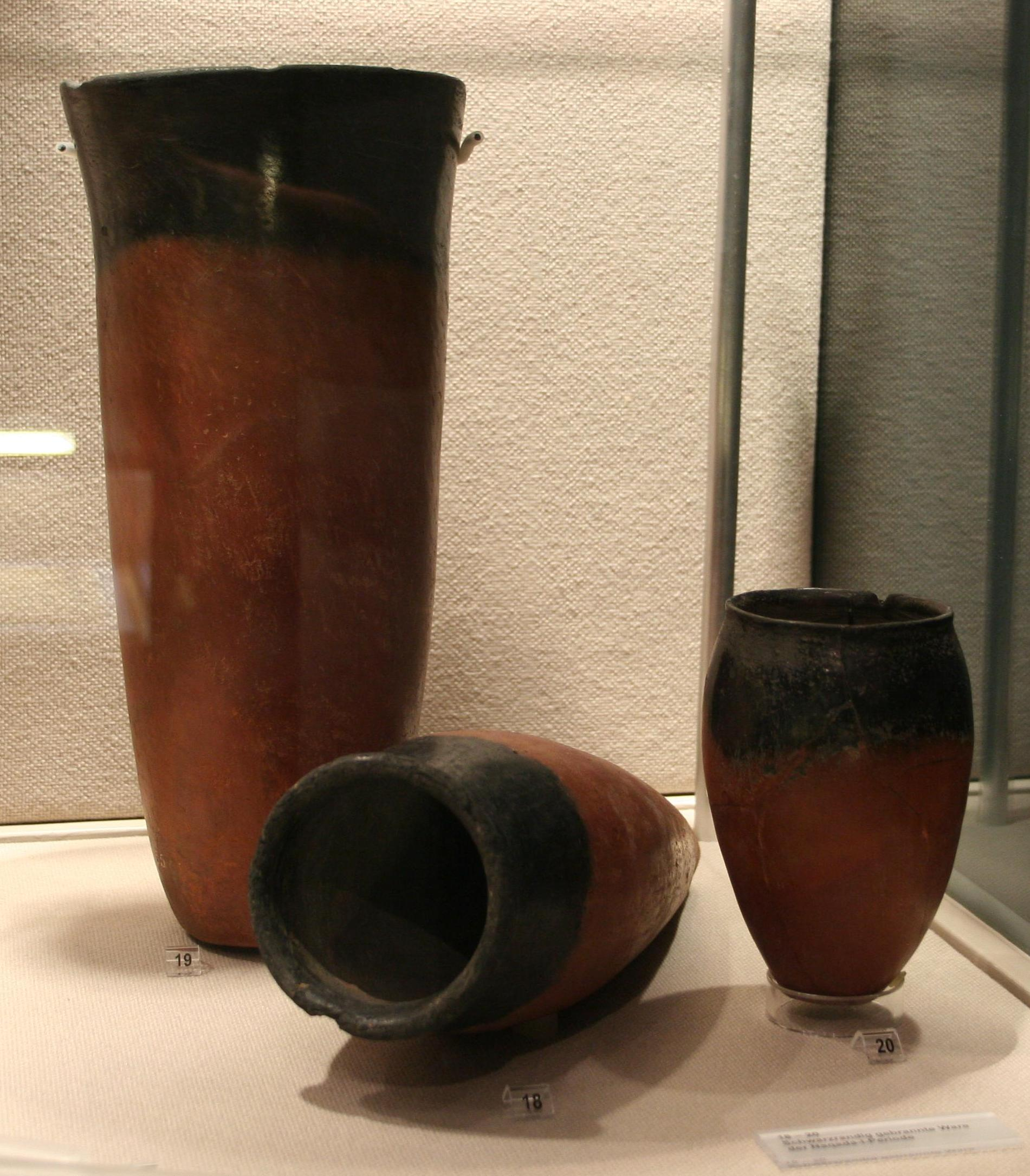
Ceràmica badariana